# Pont d'Esterri
El Pont d'Esterri és un pont romànic del terme municipal d'Esterri d'Àneu, a la comarca del Pallars Sobirà. Està situat al bell mig de la població esmentada. Damunt de la Noguera Pallaresa, al centre de la vila d'Esterri d'Àneu, a l'alçada de l'església parroquial de Sant Vicenç, actualment forma part pràcticament dels carrers de la població.

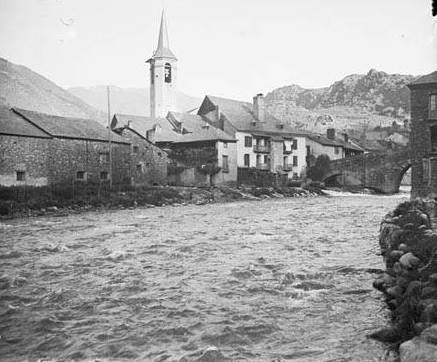
Esterri d'Àneu i el seu pont (entre 1915 i 1930)

És un pont de doble vessant, amb una arcada central força gran i una altra de més petita en el costat de ponent del pont, actualment totalment a nivell del carrer. Fa 28 metres de llarg, amb una amplada de 3,5 i una alçada del centre de l'arc damunt de l'aigua del riu de 9 metres. Per la seva factura, cal datar-lo en el segle xiii.